# Fort d'en Blario
El Fort d'en Blario és un edifici de Batea, un espai històric que forma part de la línia defensiva dels Algars. Mostra l'intent de la Generalitat de bastir una línia de foc d'artilleria sobre l'Aragó des de diferents posicions privilegiades. L'espai és una galeria fortificada des d'on una bateria d'artilleria oferia cobertura als complexos defensius de Batea, Maella i a les posicions de la Pobla. Per construir aquesta galeria, els soldats republicans, ajudats per la població local, van utilitzar els rails del ferrocarril i molt de formigó. Ofereix al visitant mostres de reutilització i extracció de metalls durant la postguerra.
L'agost de 1936 el Comitè de Milícies Antifeixistes de Barcelona va ordenar, en secret, la construcció d'una línia fortificada paral·lela als rius Cinca i Algars que permetés aturar l'enemic en cas de trencar el front aragonès. Aquesta obra va ser construïda entre l'agost de 1936 i els primers mesos de 1937 per milicians de la CNT i la FAI. Durant la Guerra Civil, 1936-1939, la vila de Batea es trobava a la rereguarda del fort de l'Ebre, ple d'hospitals de campanya. Actualment hi ha el Centre d'Interpretació Hospitals de Sang.